# Pagodula arnaudi
Pagodula arnaudi is een slakkensoort uit de familie van de Muricidae. De wetenschappelijke naam van de soort is voor het eerst geldig gepubliceerd in 2002 door Pastorino.